# Сергеев, Владимир Степанович
Владимир Степанович Сергеев (10 августа 1934, Свердловск — 21 марта 2017, Ялта) — советский и украинский архитектор, заслуженный архитектор Автономной Республики Крым. Лауреат Премии Совета Министров СССР (1977).

## Биография
Родился 10 августа 1934 года в Свердловске Сталинской области, в рабочей семье, его отец Степан Кузьмич работал на шахте им. Л. В. Войкова, мать Варвара Семеновна была разнорабочей. После окончания 7 классов в 1951 году окончил строительный техникум в Воронеже, служил в Советской армии в инженерных войсках в Закавказье, Армении. Окончил архитектурный факультет Киевского инженерно-строительного института.
Трудовую деятельность начал в Донецке. С 1971 года переехал в Ялту. Занимал должности главного архитектора проекта в «КрымНИИпроекте», заместителя главного архитектора города, главного архитектора Ялтинского территориального совета по управлению курортами профсоюзов, главного художником города, директора проектного института «Укркурортпроект». Выступил автором проектов жилых кварталов и микрорайонов в Алупке, Стройгородке, Гаспре, Гурзуфе, Симеизе и других поселков курортного побережья, принимал участие в строительстве микрорайона «Дружба», руководил реконструкцией стадиона «Авангард», Пушкинского рынка, разработкой и внедрением жилых террасных домов на круто падающих рельефах в городах Ялта и Судак.

Также занимался архитектурным оформлением Массандровского, Ливадийского, Мисхорского, Алупкинского парков, территорий парков санаторно-курортного назначения санатория «Ясная поляна», «Мисхор», пансионата «Донбасс», а также обустройством Солнечной тропы — лечебного терренкура. Создатель памятников доктору климатологу В. Н. Дмитриеву в Ялте и А. М. Горькому в поселке Мисхор.

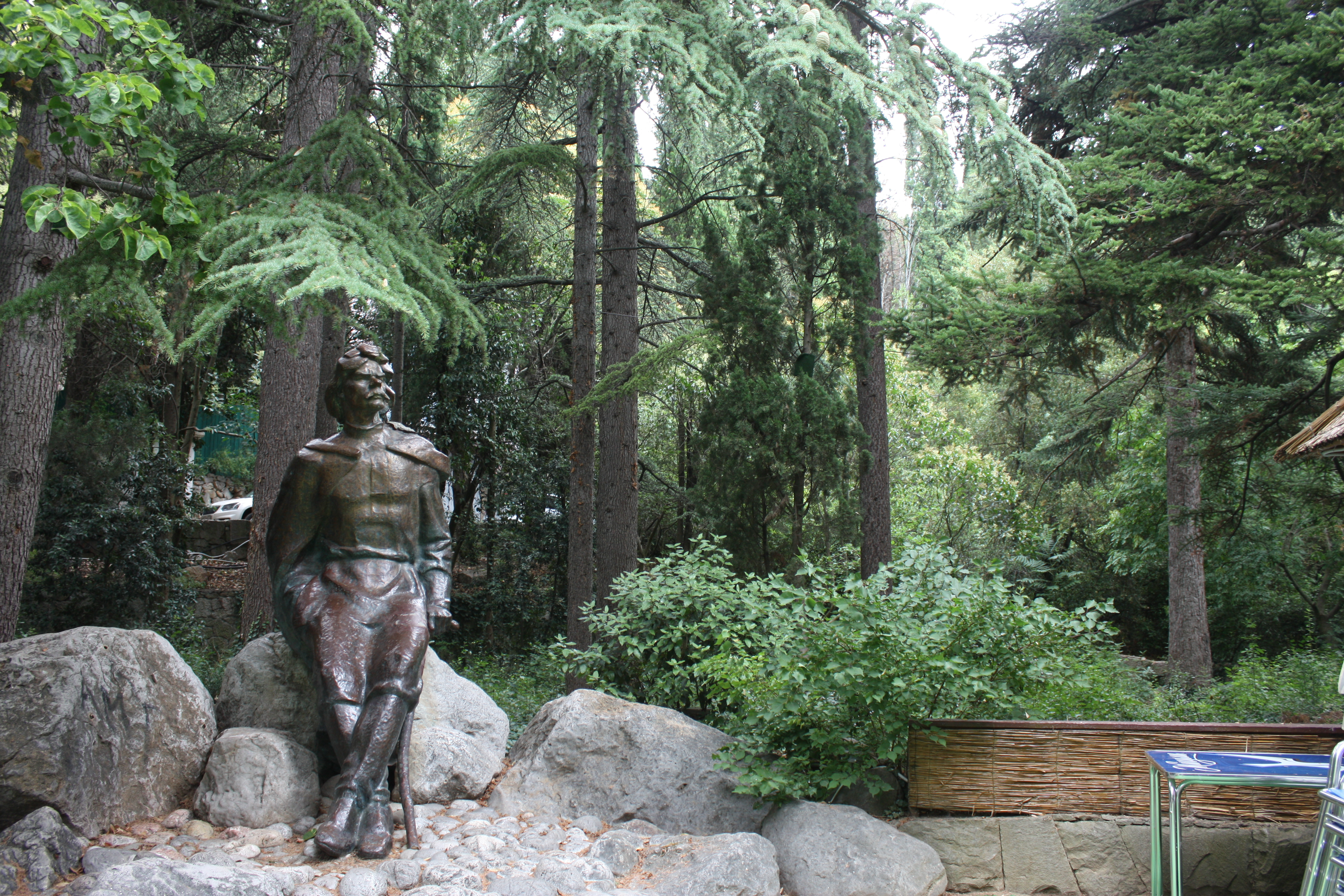
Памятник М. Горькому в Мисхорском парке.
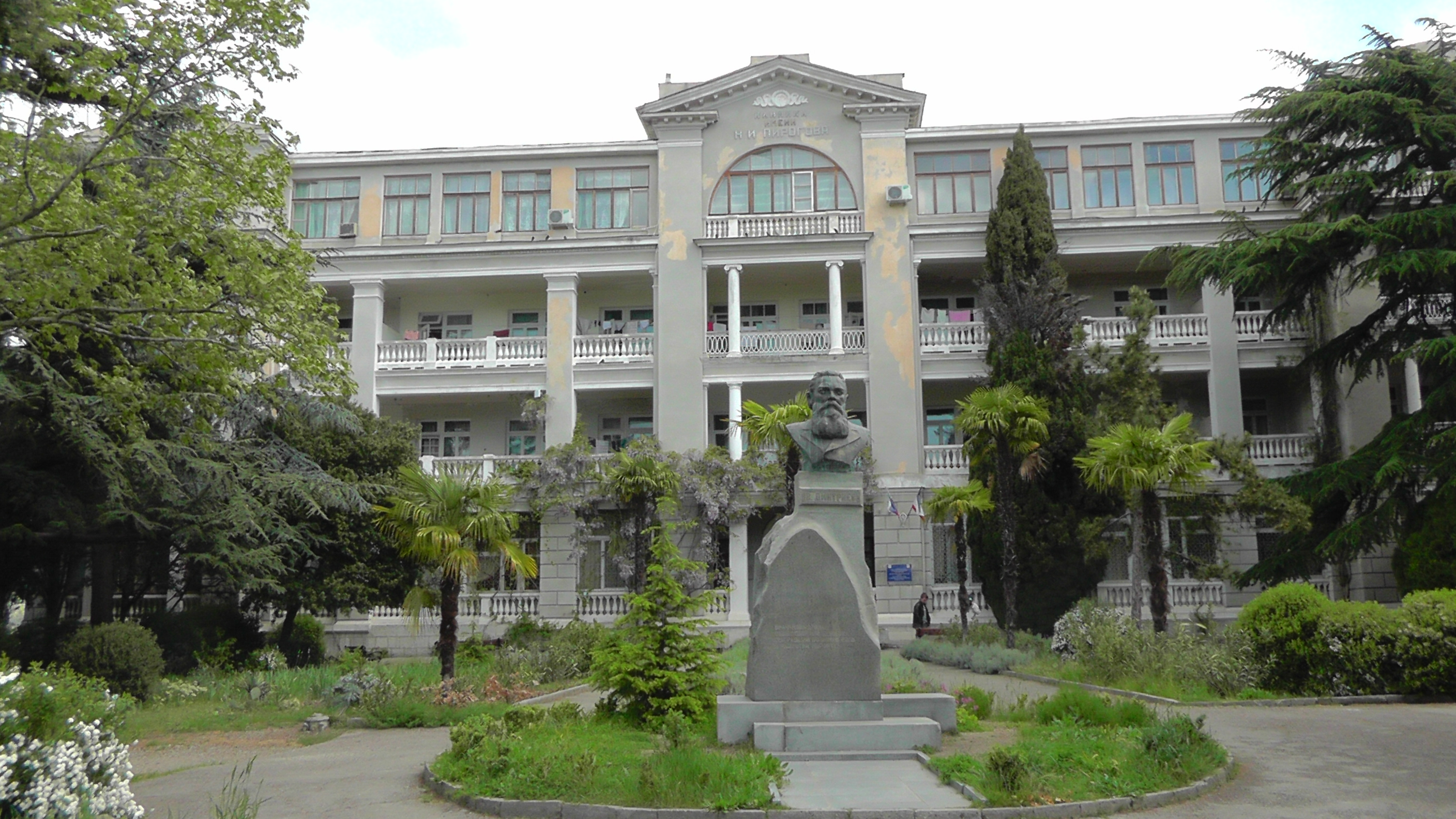
Памятник климатологу В. Н. Дмитриеву перед фасадом Корпуса «Пироговский» Института имени И. М. Сеченова
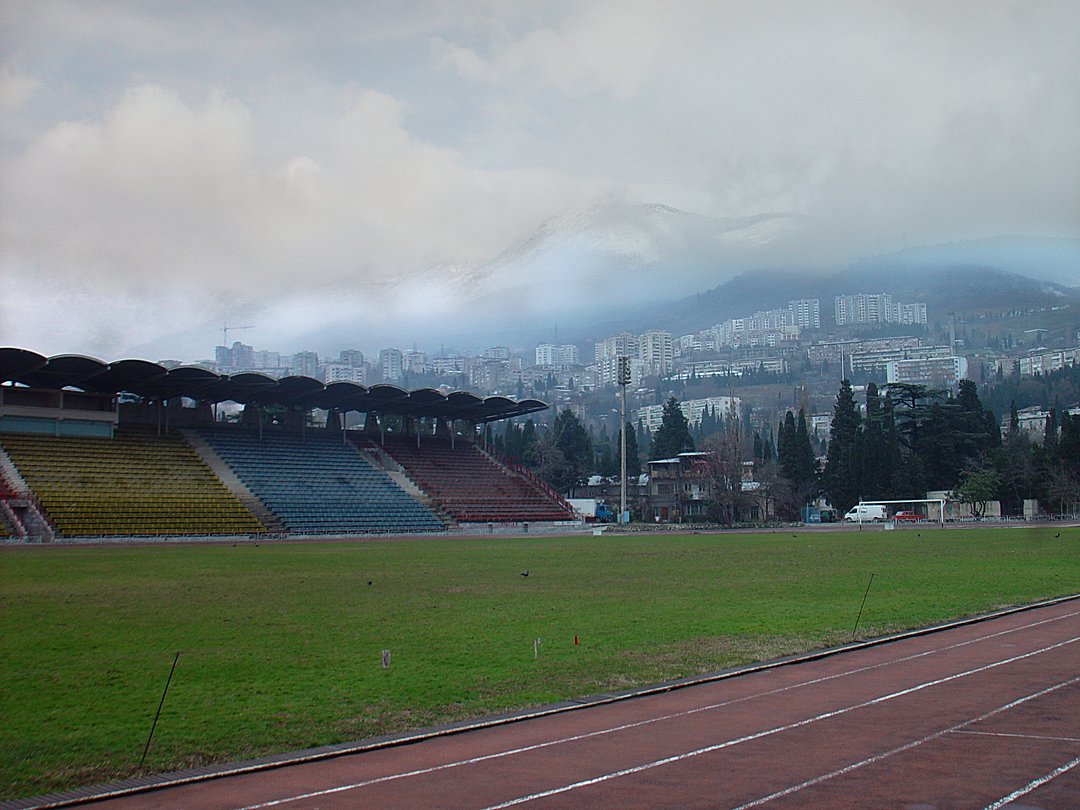
Стадион «Авангард»
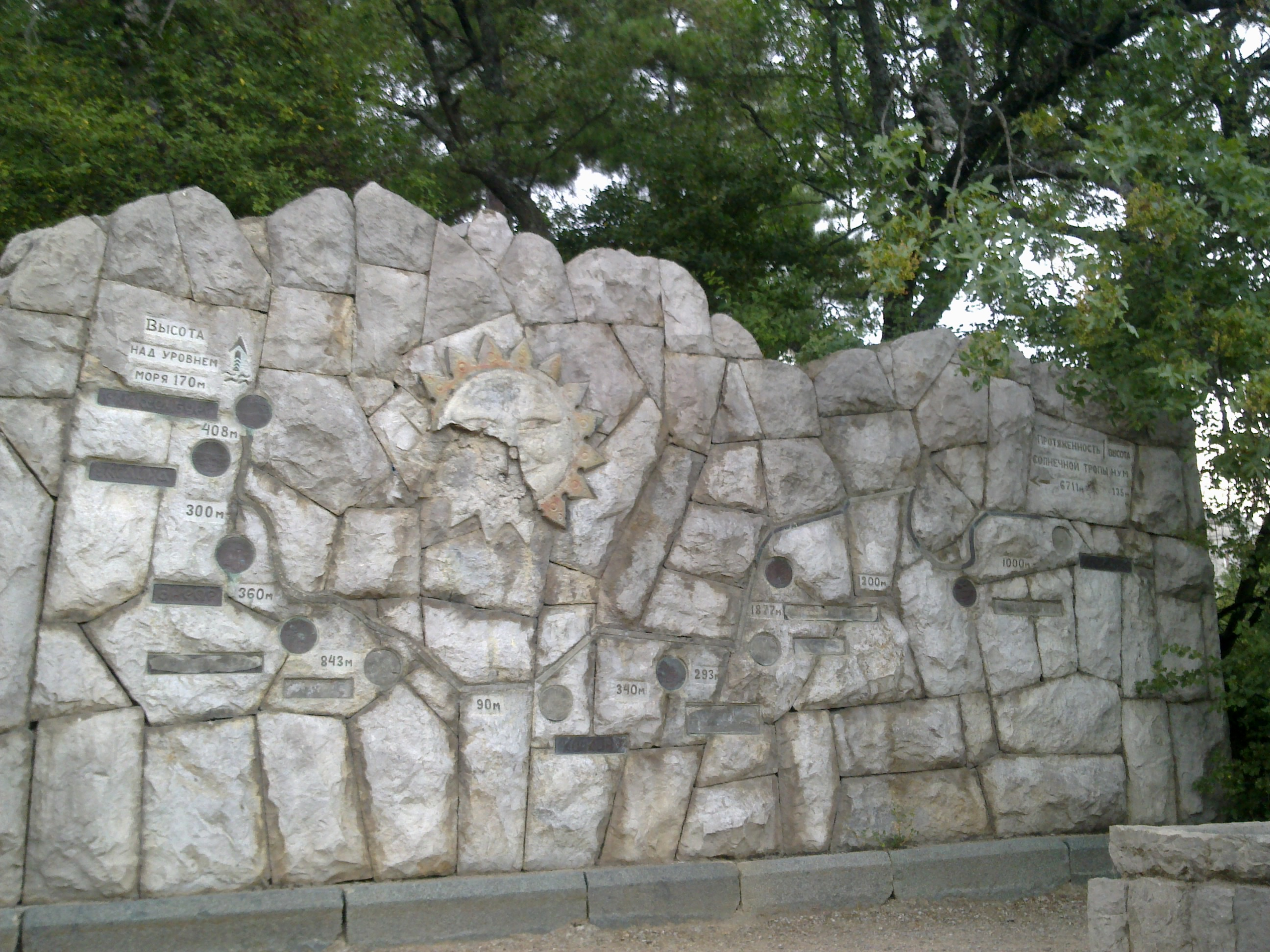
Декор и благоустройство Солнечной (Царской) тропы. Разграблены вандалами.

Автор более 200 архитектурно-исторических очерков в журналах и газетах. В 1998 году издал книгу «Силуэты Ялтинского побережья», брошюры «Мисхорский берег», «На склонах Могаби», буклет «Солнечная тропа».
Член Союза архитекторов СССР с 1971 года.
Умер 21 марта 2017 года в Ялте.

## Награды и звания
Лауреат Премии Совета Министров СССР (1977). Заслуженный архитектор Автономной Республики Крым.
За труд в студенческом отряде в Кустанайской области был награждён медалью «За освоение целинных земель». Награждён бронзовой медалью ВДНХ СССР. .

## Примечание
1. 1 2 3 4 5 6  Кондратенко Максим. Есть такая профессия – строить города! // Ялтинская городская газета "Летняя столица". — 2012. — 1 март. Архивировано 13 июля 2021 года.
2. ↑  В Ялте ушел из жизни талантливый архитектор Владимир Сергеев // Портал Юг Ялта. — 2017. — 7 май. Архивировано 13 июля 2021 года.